# 竹中俊裕
竹中 俊裕（たけなか としひろ、1962年7月11日 ‐ ）は、日本のイラストレーター。

## 略歴
北九州市小倉生まれ。1983年に九州造形短期大学を卒業し、西島伊三雄に師事。2004年に独立して「たけなかアトリエ」を設立した。2005年4月号から日本会議の機関誌『日本の息吹』の表紙絵を手がけている。
アジア太平洋博覧会愛称『よかトピア』の名付け親。ハートビル法シンボルマークの作者。

## 書籍
- 「嵐の中の灯台」明成社刊
- 「伏してぞ止まん ぼく、宮本警部です」高木書房刊
- 「語り継ぎたい美しい日本人の物語」致知出版社刊
- 「世の中に役立つものを誰よりも先に作りたい」高木書房刊
- 「親子で楽しむ新百人一首」致知出版社 刊
- 「親子で読み継ぐ万葉集〜ベストセレクション50〜」致知出版社刊